# شوگو آسادا
شوگو آسادا (انگلیسی: Shogo Asada؛ زادهٔ ۶ ژوئیهٔ ۱۹۹۸) بازیکن فوتبال اهل ژاپن است.